# Пулі
 Пулі  (англ. Puli) — порода угорський водний собака. Ця дуже цікава, життєрадісна і весела тварина. Передусім, звичайно, це пастуший собака, який любить бігати, стрибати і пустувати. Але окрім цього він дуже любить знаходитися серед людей, швидко знаходить спільну мову з малюками. Він відважний, спритний, витривалий, адаптований до будь-яких погодних умов. Відмінною рисою цього собаки є його шерсть, яка дуже густа і довга, утворює шнури, що дуже нагадують дреди. Головна особливість полягає в тому, що пулі не має запаху. Так що якщо Ви не переносите специфічного "собачого" запаху, то пулі просто створений спеціально для Вас.

## Опис
Пулі невеликі собаки середнього зросту, квадратної форми з мускулистою і потужною статурою. Морда коротша за череп, вуха висячі, очі темно-карі. Хвіст у пулі довгий, скручений. Основна пам'ятка цієї породи - шерсть, що нагадує дреди. Шерсть дуже густа і довга, покриває очі, мов шторка. 

## Характер
Майбутній господар повинен бути трохи «стилістом» в душі, щоб прекрасна шерстка пулі могла продемонструвати всьому світу, наскільки ви уважні до свого улюбленця.

## Історія

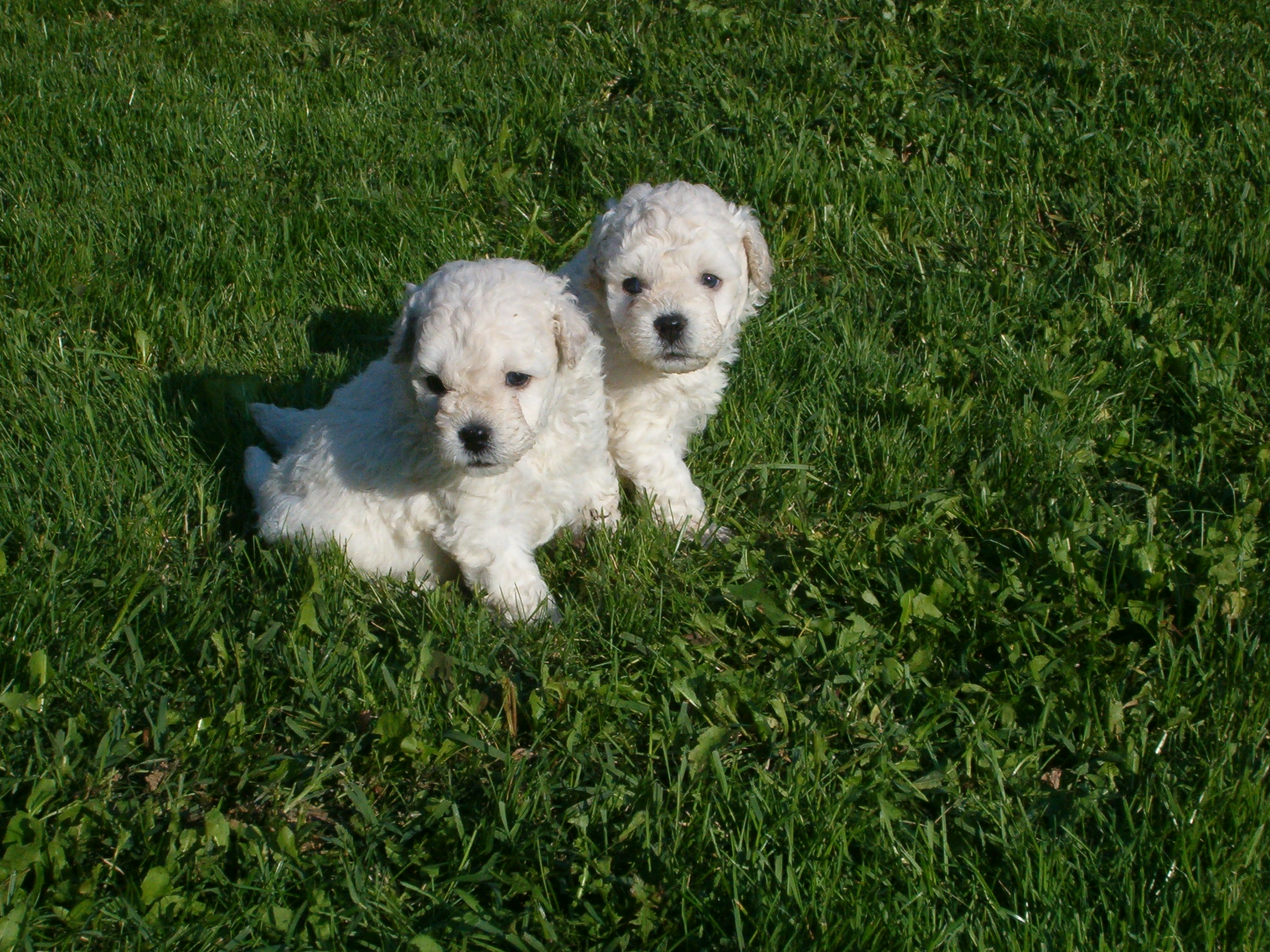
Цуценята пулі

Справжня історія походження цих угорських вівчарок невідома. Відомо лише те, що вони упродовж багатьох років служили людині як пастуші собаки. Порода з давніх часів практично не змінилася, оскільки не піддавалася схрещуванню, бо спочатку повністю задовольняла потреби людини, була вірним сторожем пасовищ, і прекрасна випасала худобу. У 1930-х роках ці собаки були привезені в США, де і були визнані Американським клубом собаківників як окрема порода. Стандарт затвердили в 1955 році. Незабаром в країнах СНД порода швидкими темпами стала набувати популярності, а вже в 1970-х роках стала повноправним членом виставок.

## Догляд
Ви можете тримати пулі у будь-яких умовах, він легко до них пристосується. Він чудово почуватиметься у дворах заміських будинків, і також добре йому буде в квартирах, за умови значних фізичних навантажень. Вони дуже любить рухатися, йому подобається високо стрибати і долати перешкоди, тому де б Ви його не тримали, забезпечуйте тварину необхідним навантаженням. Цей собака здатен долати дуже великі відстані. Ви можете брати його із собою на пробіжки, крім того він з легкістю побіжить за вашим велосипедом та мотоциклом. Не забувайте доглядати за шерстю собаки. Її не треба розчісувати, але необхідно розділяти від коренів до кінчиків вручну, вичищати бруд та сміття, що зібралося. Купати собаку слід не часто і тільки в теплу пору року. Йому необхідно до 4-х днів, щоб шерсть стала повністю сухою.

## Здоров'я, хвороби
Вони мають хороше здоров'я, вони витривалі і міцні. Проте необхідно ретельно стежити за їх очима, оскільки у цих собачок є схильність до очних захворювань. Протирайте очі свого улюбленця відваром ромашки або міцним чаєм.

## Дресирування, тренування
Представники цієї породи дуже розумні і кмітливі собаки, тому процес дресирування проходить частенько дуже легко і просто. Собака відразу розуміє, що від нього хочуть і всіляко намагається догодити хазяїну. Краще якщо тренувати собаку ви почнете якомога раніше. Пам'ятайте, що пулі особливо вразливі. При дресируванні уникайте криків і грубості, інакше тварина дуже сильно переживатиме. Вона чутлива, і якщо хазяїн їй не задоволений може впасти в депресію.